# Elecciones provinciales de Entre Ríos de 1983
Las elecciones generales de la provincia de Entre Ríos de 1983 se llevaron a cabo el domingo 30 de octubre del mencionado año, junto con las elecciones presidenciales y legislativas a nivel nacional. Fueron las primeras elecciones celebradas en la provincia tras el fin de la dictadura militar conocida como Proceso de Reorganización Nacional. Se debía elegir al Gobernador y Vicegobernador, a los 28 escaños de la Cámara de Diputados, y a 15 senadores departamentales, conformando los poderes ejecutivo y legislativo para el período 1983-1987. También se normalizó, para el mismo período, la totalidad de las intendencias y consejos deliberantes de los municipios de la provincia.
Al mismo tiempo que Raúl Alfonsín, de la Unión Cívica Radical (UCR), resultaba electo por amplio margen presidente de la Nación, el abogado Sergio Montiel, del mismo partido, resultó elegido por una diferencia similar como Gobernador de Entre Ríos con el 49.39% de los votos, contra el 40.93% que recibió el gremialista Dardo Pablo Blanc, del Partido Justicialista (PJ). La alta polarización debilitó notoriamente a los terceros partidos. Lucio Uranga, del Movimiento Línea Popular (MOLIPO), obtuvo el tercer lugar con el 2.95%, y Marciano Martínez, del Movimiento de Integración y Desarrollo (MID), recogió el 2.34%. Los demás candidatos no superaron el 2% de los votos. La participación fue del 83.70% del electorado registrado.
En el plano legislativo, el radicalismo obtuvo mayoría en ambas cámaras de la legislatura. En la Cámara de Diputados, la UCR obtuvo 15 bancas contra 13 del PJ. El peronismo, que había triunfado en 14 de los 15 departamentos en las anteriores elecciones, vio su representación reducida de 14 a 4 bancas en el Senado Provincial, contra 11 de la UCR. El legislativo fue completamente bipartidista, sin que otras fuerzas alcanzaran ninguna representación. Los cargos electos asumieron el 10 de diciembre de 1983.

## Antecedentes
Tras el golpe de Estado del 24 de marzo de 1976, que instauró en Argentina una dictadura militar de facto autodenominada Proceso de Reorganización Nacional, todas las provincias fueron intervenidas, siendo depuestos sus gobernadores o interventores federales constitucionales. En Entre Ríos no hubo excepciones y Enrique Tomás Cresto fue separado de su cargo y reemplazado por el interventor militar Juan Carlos Trimarco, y luego por una serie de interventores de facto entre 1976 y 1983. Después de la derrota ante el Reino Unido en la Guerra de las Malvinas, el gobierno militar colapsó y arregló una rápida transición democrática, convocándose a elecciones para presidente, legisladores, e instituciones provinciales autónomas.

## Reglas electorales
Las elecciones se realizaron bajo la constitución provincial de 1933. Bajo la misma se debían renovar en el ámbito provincial los siguientes cargos:
- Gobernador y Vicegobernador, elegidos directamente en formula única por todo el electorado de la provincia a simple pluralidad de sufragios.
- 28 diputados provinciales, elegidos bajo el sistema de representación proporcional por listas con una bonificación de mayoría, que establece 15 escaños asegurados para la lista más votada.
- 15 senadores provinciales, elegidos por mayoría simple bajo el sistema uninominal, contando un senador por cada uno de los quince departamentos que componen la provincia.

## Candidaturas
Al igual que en la mayoría de las provincias y a nivel nacional, en Entre Ríos los dos principales partidos políticos eran el Partido Justicialista (gobernante antes del golpe) y la Unión Cívica Radical (principal opositor). Otras fuerzas destacadas eran el desarrollismo frondicista, que en ese momento se encontraba dividido entre el Movimiento de Integración y Desarrollo (MID) y el Movimiento Línea Popular (MOLIPO). Los partidos tuvieron que reorganizar sus instituciones, así como designar a sus candidatos de cara a los inminentes comicios. En la interna radical de 1982, el Movimiento de Renovación y Cambio (MRC), liderado por Raúl Alfonsín a nivel nacional y por Sergio Montiel en Entre Ríos, se impuso por amplio margen ante el debilitado balbinismo, imperante desde hacía varias décadas. Carlos Perette, su competidor, superó apenas el 25% requerido para que la minoría obtuviera representación en el Comité Provincial. Montiel, que había quedado tercero en la interna por la candidatura gubernativa en 1973, alcanzó finalmente dicha candidatura. Su compañero de fórmula sería Jorge Martínez Garbino.
En el plano justicialista, la situación fue diferente. El vicegobernador durante el período de Cresto, Dardo Pablo Blanc, un gremialista del negocio de la carne, fue investido como presidente del Partido Justicialista de Entre Ríos una vez que los partidos se registraron. Blanc fue designado también candidato a gobernador por el PJ de manera indirecta, en un congreso realizado en el Cine Avenida de Paraná que fue muy disputado por su principal oponente, Carlos Vairetti, y que puso en evidencia el deterioro de la estructura orgánica interna del partido, anteriormente dirigido casi sin discusiones por su fundador Juan Domingo Perón (fallecido en 1974). Se consideró que la influencia del exgobernador Cresto en apoyo de Blanc fue decisiva para que alcanzara la candidatura. El compañero de fórmula de Blanc fue Armando Luis Gay.

## Campaña
La campaña fue, desde el principio y al igual que a nivel nacional, muy polarizada entre Sergio Montiel y Dardo Pablo Blanc. Siendo una provincia de relativo peso electoral y además considerada como "disputable" en el sentido provincial tanto para el Partido Justicialista como para la Unión Cívica Radical, recibió también una importante atención de parte de los candidatos presidenciales de ambas fuerzas, el peronista Ítalo Lúder y el radical Raúl Alfonsín. De hecho, todos los candidatos presidenciales, incluyendo el candidato del Partido Intransigente (PI), Oscar Alende, visitaron la provincia en algún momento durante sus campañas para realizar un acto en la capital provincial, Paraná.
Fuera de la movilización radical a nivel nacional, Montiel basó su campaña en la reactivar la economía de la provincia, con énfasis en los puertos, los ferrocarriles y la producción agrícola y ganadera. También declaró su intención de hacer más asequible el sistema de salud. A pesar de que pertenecía a su sector interno, existía el rumor de que Alfonsín y Montiel tenían una relación distante. Sin embargo, esto no impidió que se utilizara la imagen de Alfonsín para reunir votos. Un afiche de campaña, que retrataba a los candidatos presidencial y gubernativo abrazándose, rezaba: "Haremos en Entre Ríos una tarea magnífica, porque al frente de ella estará un radical que no solo es el orgullo de Entre Ríos, sino de la Nación entera". El eslogan de campaña de Montiel fue, sin embargo, "Somos la Vida, somos la Paz".
Por su parte, Blanc declaró que no respondería a los "insultos y agravios" que se producían en contra de su partido, denunciando una campaña que consideró difamatoria, y que la estrategia del PJ sería buscar "unidad, integración, convivencia y paz para todos". Su campaña se centró en prometer una reforma del sistema de salud y el de la educación. También se comprometió a renunciar al "programa extranjerizante" llevado a cabo por el régimen militar de facto, para reemplazarlo por uno que diera "consciencia nacional". Prometió subir los salarios de los docentes, que criticó como demasiado bajos, y buscar una nueva política de viviendas.
Además de la enorme popularidad generalizada recibida por Alfonsín a nivel nacional, y del descrédito del PJ por los sucesos ocurridos durante el Tercer Peronismo (1973-1976), el radicalismo entrerriano se vio beneficiado particularmente por el hecho de que en Entre Ríos había en aquella época muy escasos periódicos provinciales, la mayoría de estos dirigidos por destacados radicales, por lo que el peronismo se vio sin demasiadas opciones más que atenerse a la campaña mediática nacional impulsada por Lúder, y a organizar actos públicos en los principales municipios. Los medios entrerrianos, por su parte, publicaron entre septiembre y octubre de 1983 una veintena de noticias sobre "agresiones peronistas" contra militantes radicales, y retrataron crudamente los constantes exabruptos de los dirigentes justicialistas más controvertidos, como Herminio Iglesias y Lorenzo Miguel.
El radicalismo fue muy crítico con el peronismo, afirmando que por su accionar había comenzado el debilitamiento de las instituciones republicanas, y Montiel declaró, durante un discurso de campaña, que "los radicales no necesitamos matones que nos acompañen". La fuerte maquinaria mediática del radicalismo buscó establecer a la UCR como la única alternativa verdaderamente democrática, definiendo al peronismo como una ideología autoritaria. Montiel destacó que Blanc, un conocido gremialista de la industria de la carne, no había alcanzado su candidatura en una interna directa, sino en un congreso partidario, y que el autoritarismo sindical era tan malo como el de la dictadura saliente.
A pesar de estas actitudes, la mayoría de los candidatos recordaría la campaña como limpia, respetuosa y tranquila. El 19 de octubre, al realizarse un acto de proclamación en Paraná en el que Alfonsín estuvo presente, la Juventud Radical comenzó a entonar un cántico antiperonista. Montiel detuvo el acto en ese momento y reprochó cualquier campaña "despectiva". El candidato del Movimiento de Integración y Desarrollo, Marciano Martínez, afirmaría posteriormente que muchos de los candidatos se conocían bien por haber trabajado juntos en la Multipartidaria tras la Guerra de las Malvinas un año atrás, lo que explicaba el respeto mutuo entre las fórmulas gubernativas dispares.

## Resultados

### Gobernador y Vicegobernador
La elección resultó en una amplia victoria para Montiel, recibiendo el 49.39% de los votos y superando por más de 42.000 votos a Blanc, que se quedó en el segundo lugar con el 40.93%. La polarización destruyó las expectativas de los terceros partidos. El desarrollismo, que en la figura del Movimiento de Integración y Desarrollo (MID), había obtenido más del 15% en las anteriores elecciones, en esta ocasión concurrió dividido y diezmado entre el MID y el Movimiento Línea Popular (MOLIPO). La fórmula del MOLIPO, Lucio Uranga-Bartolo Aguirre, quedó tercera con el 2.95% de los votos, y la del MID, encabezada por Marciano Martínez, recibió el 2.34%, por lo que el desarrollismo unificado recibió más de un 5% de las preferencias, un resultado ligeramente superior al que se obtenía en otros distritos debido a la polarización imperante.
A nivel legislativo, la UCR consiguió 11 senadores departamentales contra 4 del PJ, garantizándose el radicalismo el control de más de tres cuartos del Senado Provincial. En cuanto a la Cámara de Diputados, la UCR obtuvo una mayoría absoluta exacta de 15 escaños sobre los 13 del PJ, mucho más reducido con respecto a las senadurías. Debido al sistema de escrutinio mayoritario uninominal que se emplea en la elección del Senado entrerriano, con un escaño por departamento, la elección en este rubro fue aún más polarizada que en la elección gubernativa y de diputados, en las que la provincia constituye un único distrito, ya que muchos votantes optaron por recurrir a un voto útil entre peronistas y radicales. La legislatura provincial salida de los comicios fue absolutamente bipartidista, sin intervención de terceras fuerzas.
Con respecto a los municipios, la situación fue también casi puramente bipartidista y el radicalismo obtuvo una victoria aplastante, aunque el justicialismo logró mantener un buen desempeño en los grandes centros urbanos de la provincia. Entre los municipios de importancia, la UCR triunfó en la capital y ciudad más poblada, Paraná, con Humberto Varisco como candidato, derrotando por arrollador margen al peronista Delfín Salomón; y con Ricardo Taffarel en la ciudad de Gualeguaychú, tercera más poblada de la provincia. El PJ ganó en la segunda ciudad, Concordia, con Jorge Pedro Busti (posteriormente gobernador) como candidato; y en la ciudad natal de Blanc, Santa Elena, con Daniel Rossi. Destacó el curioso hecho de que un primo de Busti, Jorge Armando Busti, fue elegido intendente de Villaguay como abanderado de la UCR, por lo que hubo dos intendentes llamados Jorge Busti elegidos por distintos partidos en la misma elección. En Urdinarrain, un pequeño pueblo del Departamento Gualeguaychú, Héctor Altinier, del Partido Intransigente, resultó elegido como el único intendente ajeno al PJ y a la UCR, inaugurando más de tres décadas de hegemonía intransigente sobre dicho municipio.
Todos los candidatos derrotados reconocieron el resultado y felicitaron a Montiel. El propio Blanc se presentó en la Casa Radical de Paraná para felicitar al gobernador electo. Según Martínez, el candidato del MID, la mayoría de los candidatos, que ya se conocían por su trabajo juntos en la Multipartidaria, organizaron un agasajo para Montiel después de su victoria, ya que la mayoría se encontraban contentados con la recuperación de la democracia.
|  | 49,39 % |

|  | 40,93 % |

|  | 2,95 % |

|  | 2,34 % |

|  | 1,51 % |

|  | 1,36 % |

|  | 1,04 % |

|  | 0,49 % |

|  | 96,92 % |

|  | 2,45 % |

|  | 0,63 % |

|  | 100 % |

|  | 83,70 % |

### Cámara de Diputados
|  | 48,51 % |

|  | 40,84 % |

|  | 2,79 % |

|  | 2,34 % |

|  | 1,65 % |

|  | 1,55 % |

|  | 1,21 % |

|  | 0,62 % |

|  | 0,51 % |

|  | 96,40 % |

|  | 2,97 % |

|  | 0,63 % |

|  | 100 % |

|  | 83,70 % |

### Cámara de Senadores
|  | 48,81 % |

|  | 41,31 % |

|  | 2,74 % |

|  | 2,31 % |

|  | 1,69 % |

|  | 1,48 % |

|  | 1,15 % |

|  | 0,52 % |

|  | 96,34 % |

|  | 3,04 % |

|  | 0,63 % |

|  | 100 % |

|  | 83,70 % |

#### Electos
| Departamento | Senador                    | Partido | Partido               |
| ------------ | -------------------------- | ------- | --------------------- |
| Colón        | Gustavo Eduardo Marcó      |         | Unión Cívica Radical  |
| Concordia    | Ubaldo Mario López Bernis  |         | Partido Justicialista |
| Diamante     | Lorenzo Ambrosio Olalla    |         | Unión Cívica Radical  |
| Federación   | José Luis Lena             |         | Unión Cívica Radical  |
| Federal      | Jorge Héctor Heyde         |         | Partido Justicialista |
| Feliciano    | Dora Peletti de Concion    |         | Partido Justicialista |
| Gualeguay    | Federico A. Matteucci      |         | Unión Cívica Radical  |
| Gualeguaychú | Orlando Aníbal Aldaya      |         | Unión Cívica Radical  |
| La Paz       | Marcelino Hilarión Gavilán |         | Partido Justicialista |
| Nogoyá       | Juan Humberto Ghiano       |         | Unión Cívica Radical  |
| Paraná       | Ana Delia Almada           |         | Unión Cívica Radical  |
| Tala         | Héctor Chiozza             |         | Unión Cívica Radical  |
| Uruguay      | Nelson Juan Muñoz          |         | Unión Cívica Radical  |
| Victoria     | Daniel Pedro Sobrero       |         | Unión Cívica Radical  |
| Villaguay    | Juan Ángel Redruello       |         | Unión Cívica Radical  |

## Intendentes por municipios
| Municipio              | Intendente                | Partido | Partido               |
| ---------------------- | ------------------------- | ------- | --------------------- |
| Paraná                 | Humberto Varisco          |         | Unión Cívica Radical  |
| Concordia              | Jorge Pedro Busti         |         | Partido Justicialista |
| Diamante               | Humberto Ré               |         | Unión Cívica Radical  |
| Nogoyá                 | Juan José Moggia          |         | Partido Justicialista |
| Victoria               | Luis Ángel Brasesco       |         | Unión Cívica Radical  |
| Gualeguay              | Gregorio Gastaldi         |         | Partido Justicialista |
| Gualeguaychú           | Ricardo Taffarel          |         | Unión Cívica Radical  |
| Concepción del Uruguay | Juan Carlos Godoy         |         | Unión Cívica Radical  |
| Rosario del Tala       | Miguel S. Padilla         |         | Unión Cívica Radical  |
| Colón                  | Aníbal Berthet            |         | Partido Justicialista |
| Villaguay              | Jorge Armando Busti       |         | Unión Cívica Radical  |
| La Paz                 | Osvaldo Domingo Lamboglia |         | Unión Cívica Radical  |
| Feliciano              | Francisco Solano Moreno   |         | Partido Justicialista |
| Federación             | María Rollano de Burna    |         | Unión Cívica Radical  |
| Federal                | Francisco Verón           |         | Partido Justicialista |
| Chajarí                | Domingo Cano              |         | Unión Cívica Radical  |
| San Salvador           | Rubén José Rey            |         | Partido Justicialista |
| Villa Elisa            | Elcio Viollaz             |         | Unión Cívica Radical  |
| San José               | Beltrán Moreira           |         | Partido Justicialista |
| Urdinarrain            | Héctor Altinier           |         | Partido Intransigente |
| Basavilbaso            | Víctor Fedonczuk          |         | Partido Justicialista |
| Lucas González         | Mariano Santos            |         | Unión Cívica Radical  |
| General Ramírez        | Alberto González Lagos    |         | Partido Justicialista |
| Bovril                 | Daniel Tomé               |         | Partido Justicialista |
| Viale                  | Pedro Egge                |         | Unión Cívica Radical  |
| Crespo                 | Héctor Seri               |         | Unión Cívica Radical  |
| Santa Elena            | Domingo Daniel Rossi      |         | Partido Justicialista |